# Кон-Бендит, Даниэль
Даниэль Марк Кон-Бендит (Daniel Marc Cohn-Bendit, род. 4 апреля 1945, Монтобан, департамент Тарн и Гаронна, Франция) — европейский политический деятель. Один из лидеров студенческих волнений во Франции в мае 1968 года, позднее — деятель французской и германской зелёных партий. С 2002 г. является сопредседателем группы Зелёные — Европейский свободный альянс в Европарламенте. Один из немногих западноевропейских политиков, участвующих в политической жизни сразу двух стран (Германии и Франции).

## Биография

### Детство
Кон-Бендит родился в еврейской семье из Германии. Его отец — адвокат и идейный приверженец троцкизма Эрих Кон-Бендит — находился в переписке с такими философами и обществоведами, как Ханна Арендт, Макс Хоркхаймер, Теодор Адорно, Бертольд Брехт. Родители были атеистами.
В 1933 году семья была вынуждена бежать от нацистских преследований во Францию. Даниэль своё детство провёл в Париже. В 1958 году семья вернулась в Германию. Закончил престижную школу Odenwaldschule в Хеппенхайме, в которой учились дети из семей верхнего среднего класса. Официально не имевший гражданства по рождению, Кон-Бендит в 18 лет получил гражданство ФРГ и Франции, однако отказался от последнего, чтобы избежать призыва в армию.

### Май 1968
В 1966 году Кон-Бендит вернулся во Францию и поступил в Парижский университет на отделение социальных наук под руководство будущего теоретика информационного общества Мануэля Кастельса, старшего на три года. Вскоре после поступления в университет примкнул к крупной и влиятельной Анархистской федерации (фр. Fédération anarchiste), которую покинул в 1967 году ради небольшой местной анархистской группы Нантера (фр. Groupe anarchiste de Nanterre) и журнала «Нуар э руж» (фр. Noir et rouge). Проживая в Париже, Кон-Бендит часто ездил в Германию. Большое впечатление на Кон-Бендита произвели убийство западноберлинской полицией студента Бенно Онезорга во время разгона демонстрации против визита иранского шаха Мохаммеда Резы Пехлеви в 1967 году и покушение на Руди Дучке в апреле 1968. По приглашению Кон-Бендита в Париж приехал лидер Социалистического союза немецких студентов Карл Дитрих Вольф; он прочёл лекцию, оказавшую существенное влияние на последующие майские события.
В Нантере Кон-Бендит возглавлял движение за сексуальные свободы. Прославился тем, что во время торжественной речи министра образования по случаю открытия университетского бассейна в Нантере попросил у министра закурить, а затем потребовал свободного доступа в женское общежитие. Эти и другие акции привлекли к нему внимание студентов, с которыми он впоследствии организовал Движение 22 марта, группу преимущественно анархо-коммунистического толка, включавшую также троцкистов. В конце 1967 года слухи о том, что Кон-Бендита собираются отчислять из университета, привели к местным студенческим волнениям, после чего уже готовый приказ об отчислении был отозван. 22 марта 1968 года студенты заняли административные помещения, и после закрытия университета 2 мая студенческие акции протеста переместились в центр Парижа.
С 3 мая 1968 года в Париже начались массовые студенческие протесты против правительства Шарля де Голля, возглавляемые, в основном, леворадикальной молодёжью (анархистами, троцкистами, маоистами). Кон-Бендита французские СМИ преподнесли как одного из лидеров студенческого восстания наравне с Жаком Саважо, Аленом Гейсмаром и Аленом Кривином. Оппоненты студенческого движения часто напоминали про его «иностранные» корни, и студенты во время выступлений часто скандировали «Nous sommes tous les juifs allemands» («Мы все немецкие евреи»).
Лидер Французской Коммунистической Партии Жорж Марше назвал Кон-Бендита «немецким анархистом» и объявил студентов, участвующих в протестах, «буржуазными сынками» …, «которые быстро забудут про революционный задор, когда придёт их черёд управлять папочкиной фирмой и эксплуатировать там рабочих». Впрочем, жестокое подавление студенческих выступлений полицией вынудило профсоюзы и, впоследствии, Коммунистическую партию, поддержать студентов, и 13 мая во Франции началась всеобщая забастовка.
Однако сам Кон-Бендит не принимал участия в этих событиях: видя, что его группа в Нантере не имела никакого политического влияния, 10 мая он уехал с несколькими друзьями на Атлантическое побережье в город Сен-Назер, откуда был депортирован 22 мая в Германию. 30 мая после массовых демонстраций было объявлено о проведении выборов в Национальную Ассамблею: они состоялись в конце июня, и закончились победой сторонников Де Голля.

### После 1968
Вернувшись во Франкфурт, Кон-Бендит становится одним из основателей автономистской группы «Революционная борьба» (нем. «Revolutionärer Kampf») в Рюссельсхайме. С этого момента его судьба связана с Йошкой Фишером, ещё одним лидером этой группы. Вместе они впоследствии возглавили крыло «Фунди» немецкой партии зелёных.

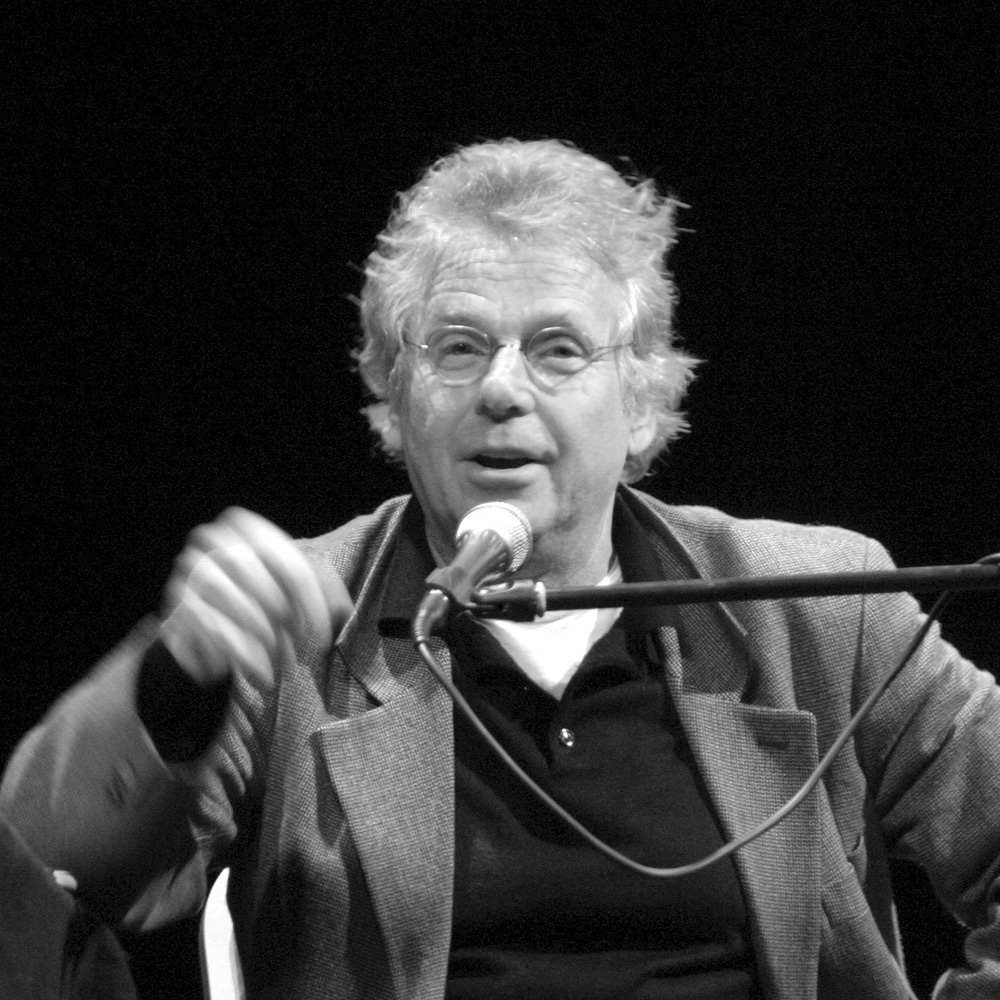
Кон-Бендит

Бытовали предположения, что группа была замешана в насильственных акциях, которые в начале 70-х были свойственны немецким левого толка. Однако свидетельские показания были ненадёжны и противоречивы. Группировки левых зачастую селились рядом, и бывало, что миролюбивые политические активисты жили под одной крышей с террористами без каких-либо совместных акций. В 2003-м прокуратура Франкфурта направила в Европарламент запрос о снятии иммунитета с депутата Кон-Бендита, в связи с криминальным расследованием против Ганса-Иоахима Клейна, но получила отказ. Кон-Бендит признавал, что оказывал помощь Клейну в нескольких случаях, исключительно после того как Клейн сдался полиции.
В то время как Фишер концентрировался на демонстрациях, Кон-Бендит работал в книжном магазине «Karl-Marx-Buchhandlung», позже устроился в детский сад, с идеей радикально изменить менталитет немцев. В 2001 году его обвинили в педофилии. Тогда была развёрнута политическая кампания против министра иностранных дел, Йошки Фишера, и консерваторы старались пересмотреть и устранить последствия Мая 1968. Обвинение основывалось на фразе взятой из книги Кон-Бендита «Le grand bazar» («Большой базар»), выпущенной в 1976 году: «Со мной это было несколько раз. Определённые дети подходили ко мне, расстёгивали мне ширинку и начинали меня щекотать. Я реагировал по-разному, в зависимости от обстоятельств, но их желание создавало для меня проблему. Я их спрашивал: „Почему вы вместе не играете? Почему вы выбрали меня, а не других детей?“. Но если они настаивали, то я их даже гладил». Кон-Бендит осознавал, что фраза написана небрежно и признавал её недопустимой. Он просил принимать текст в свете сексуальной революции 70-х и провокаций присущих тому времени. Никто из бывших родителей или детей франкфуртского детского сада жалоб или претензий не высказывал, более того, была создана группа в защиту Кон-Бендита.

### В партии Зелёных
В конце 70-х, когда многие революционные движения сошли на нет, он становится редактором «Pflasterstrand», альтернативного журнала, принадлежащего анархической организации «Sponti-Szene» во Франкфурте. Там он принимает участие в экологических мероприятиях направленных на борьбу с ядерной энергией и против расширения франкфуртского аэропорта. А когда движение Sponti официально приняло идеи парламентской демократии в 1984, Кон-Бендит вступает в немецкую партию зелёных.
В 1988 году он выпускает книгу на французском языке «Nous l’avons tant aimée, la révolution» («Мы так её любили, Революцию»), наполненную ностальгией по контр-культуре 1968 года, и анонсирует изменение своих политических взглядов в сторону центристов.
В 1989 году он становится вице-мэром Франкфурта, ответственным за межкультурные связи. На тот период иммигранты составляли около 30 % населения города. Также он разработал более терпимую политику по отношению к наркозависимым.

### Депутат Европарламента (с 1994)
В 1994 году Кон-Бендит был избран в европейский парламент от немецкой партии Зелёных, хотя и занимал лишь восьмую строчку в избирательном списке из-за своей позиции по Боснии, международное вторжение в которую он поддерживал, в отличие от своих коллег по партии.
На следующих европейских выборах, в 1999 году, он вернулся во французскую политику в качестве лидера в списке французской партии зелёных. Здесь он встретил значительную поддержку со стороны французских СМИ, которые всегда выделяли его, даже если он не выражал или не соглашался с политикой партии. В результате партия набрала 9,72 % голосов.
В 2002-м он становится президентом парламентской группы зелёных вместе с итальянкой Моникой Фрассони. В 2009 был переизбран в Европарламент уже от французской партии зелёных.
На протяжении 90-х и в начале 2000-х Кон-Бендит регулярно вызывал разногласия и споры из-за своих независимых взглядов. Правые его критиковали за защиту свободной иммиграции, легализацию лёгких наркотиков и отказ от ядерной энергетики, левые — за политику свободного рынка, поддержку военных вторжений в Боснию и Афганистан, и частое сотрудничество с центристами (например с Бернаром Кушнером или с Франсуа Байру).
Такое пренебрежение к сформировавшимся политическим устоям правых и левых сделало его менее популярным во Франции, чем в Германии. Французские зелёные и французские левые в основном сохраняли такое отношение, тогда как в немецкой партии зелёных умеренное крыло «Фунди» уже одержало верх над бескомпромиссной частью, что делало возможным альянсы с консерваторами, и политические инициативы правительства Герхарда Шрёдера, вроде «Agenda 2010» или Харц I—IV, встречали определённую поддержку. Его также обвинили в неуплате французской партии процентных взносов, которые члены европарламента должны сдавать своим партиям, хотя во время его первых выборов во Франции партия официально освободила Кон-Бендита от этой процедуры. Это, наряду с его про-европейскими убеждениями, подтолкнуло его участвовать в европейских выборах на немецкой стороне, где он стал первым кандидатом в списке и был избран вновь.
В мае 2010 года подписал петицию группы «JCall» в Европарламент, призывающую, в том числе, оказать давление на Израиль. Петиция вызвала разноречивые отклики в Израиле, и в целом по миру.

## Позиция по Европейской конституции
В 2003 году в ходе работы собрания по подготовке текста Европейской конституции Кон-Бендит выступил с предложением, чтобы страны, в которых референдумом евроконституция не была принята, были обязаны провести повторный референдум, и в случае повторной неудачи, были исключены из Европейского союза.

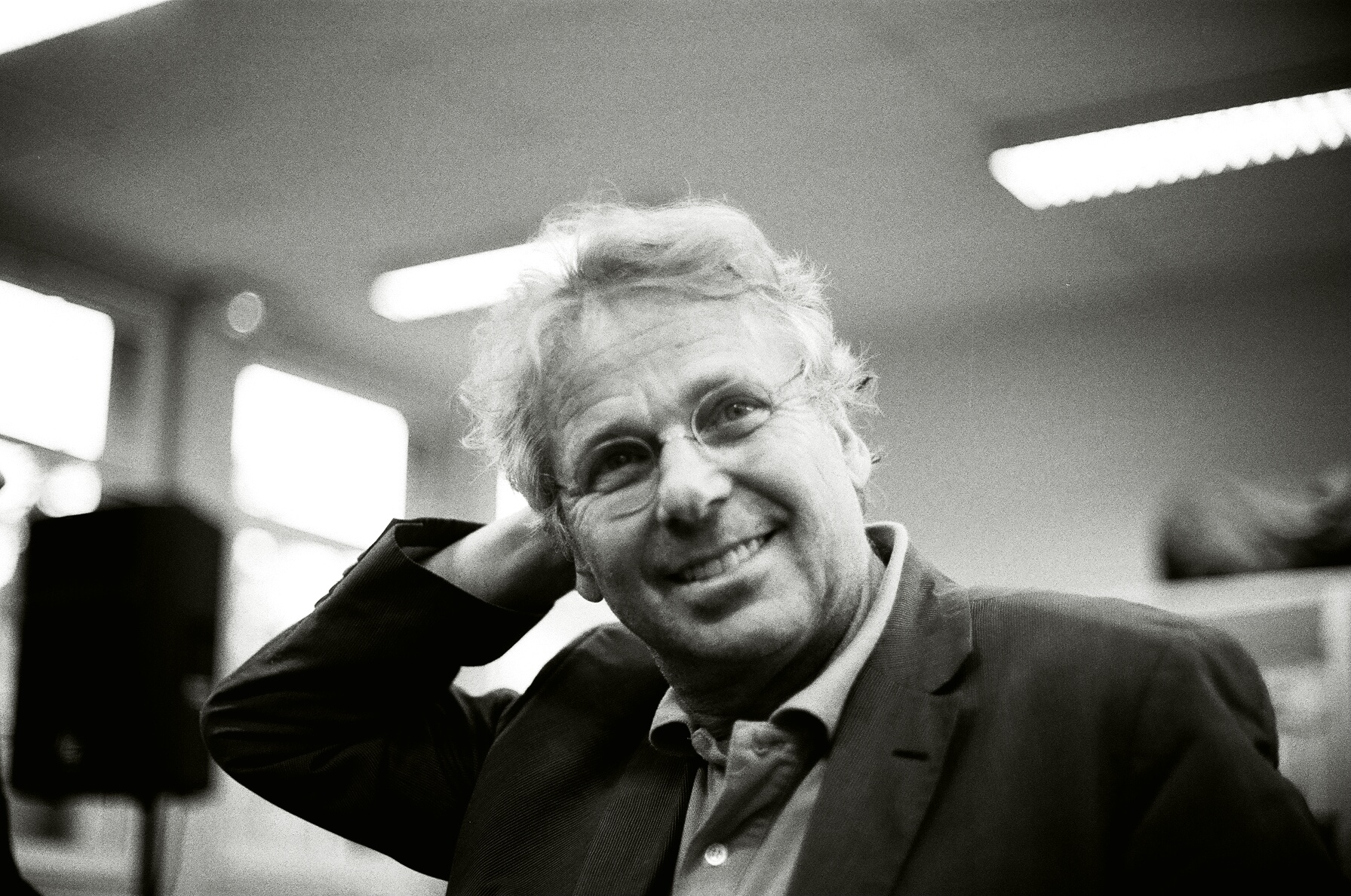
Даниэль Кон-Бендит в мае 2005 года

В феврале 2004 года, в рамках подготовки своей предвыборной кампании и в более широком контексте окончательного согласования текста правительственного законопроекта, он возглавил основание Европейской партии зелёных в Риме. Фишер принимал непосредственное участие в составлении законопроекта, как министр иностранных дел Германии, он считался одним из претендентов на роль «министра иностранных дел Европы» указанного в тексте, и его выступление стало ключевым во всём событии. Кон-Бендит охарактеризовал Европейскую партию зелёных как первый камень европейского гражданства, хотя другие комментаторы отметили, что новое образование скорее чистая адаптация бывшей Федерации европейских партий зелёных. Так же как и в предшествующей структуре, к голосованию были допущены только делегаты от национальных партий, частным представителям лишь предоставлялась информация о ходе голосования. Все остальные федерации европейских партий должны были преобразовать свои статусы в течение 2004 года в соответствии с нормативами Еврокомиссии о европейских политических партиях, чтобы продолжать получать государственные средства. И Кон-Бендит был привычно энергичен в представлении этих инноваций средствам массовой информации.
Также, во время этого конгресса в Риме, он выразил своё отношение к свободному программному обеспечению. Он публично признал, что не разбирается во многих компьютерных терминах, но поддерживает лицензирование «свободного софта», как составляющей рынка сильной экономики.
В 2005-м он принял активное участие в кампании в поддержку Европейской конституции во время французского референдума. Соглашение было расценено значительной частью левых сил как европейская версия глобализации, и Кон-Бендит для них становится объектом ненависти, как символ коллаборационизма лидеров левых центристов с неолибералистами, наряду с Паскалем Лами из социалистической партии. Он также отметился публичным появлением с лидерами правых сил, что считалось неприемлемым в течение этой кампании для французской партии зелёных и левых центристов.

## Сочинения
- Сегодня ночью я не сплю. Глава из книги «Большой базар». // Новая газета, 11 октября 1994.